# Quadrath-Ichendorf
Quadrath-Ichendorf (Ausspracheⓘ) ist, bedingt durch die ehemalige Industrie, der größte und bevölkerungsreichste Stadtteil der Kreisstadt Bergheim im Rhein-Erft-Kreis in Nordrhein-Westfalen. Er liegt beiderseits der Erft, der Nordostrand des Ortsgebietes reicht bis zum Villehang.
Am 31. Dezember 2010 lebten 14.219 Menschen im Doppelort. Der Ort ist durch die Gestüte Schlenderhan und Pliesmühle überregional bekannt.

## Geschichte

### Etymologie des Ortsnamens
Einigkeit unter den Heimatforschern besteht in der Debatte über die Herkunft des Ortsnamens „Quadrath“ nur in einem Punkt: Er stammt nicht von dem lateinischen Begriff „quadratus“ (viereckig) ab. Am weitesten verbreitet ist die Erklärung, dass „quad“ vom Wort „kott“ abgeleitet ist, das im Althochdeutschen „schlecht“ bedeutete; „-rath“, „-rade“ oder „-rode“ hieß ein Stück gerodete Erde. Weil der Ort in der Erftniederung liegt, der Grund also teilweise sumpfig war, bedeutete der Ortsname demnach ursprünglich „schlechte gerodete Erde“. Für diese Deutung spricht auch, dass der Ortsname im lokalen Dialekt „Kotteroth“ heißt. Doch wird auch die These vertreten, der Name sei lateinischen Ursprungs, nämlich abgeleitet von dem Begriff „ad quartum decimum“ für den 14. Meilenstein an der römischen Heerstraße von Köln nach Jülich, die durch den Ort führte.

### Historische Entwicklung
Quadrath und Ichendorf wurden erstmals im 11. Jahrhundert urkundlich erwähnt. Seit etwa 1000 gehörten die Orte der Grafschaft, seit 1356 dem Herzogtum Jülich an. Die Grenze zum Kurfürstentum Köln verlief einige Kilometer östlich. Der Nachbarort Königsdorf gehörte bereits zum selbigen. Auf Karten des Kartografen und Kupferstechers Gerhard Mercator ist seit 1578 erstmals der Ortsteil „Quaetraet“ (Quadrath) zu sehen. „Ichendorp“ (Ichendorf) ist beispielsweise im Atlas Maior von Blaeu aus 1645 (Karte „Iuliacensis et Montensis Ducatus“) zu finden. Nach dem Aussterben des Jülicher Fürstenhauses nach 1609 wurde der Ort wie das gesamte Herzogtum Wittelsbach kurpfälzischer Besitz. Dem kurzen Intermezzo der französischen Besatzung (seit 1794) der westlichen Rheinlande folgte durch den Wiener Kongress (1815) die Angliederung an Preußen.
Durch den Fund von Braunkohle in unmittelbarer Ortsnähe wurde aus dem Bauerndorf ein Industrieort. Die Braunkohlegruben versorgten eine Brikettfabrik, von der heute noch Teile an der Bundesstraße 55 erhalten sind. Mit dem Martinswerk (ehemals Hersteller von Hüttentonerde zur Aluminiumherstellung) siedelte sich 1913 das erste Werk der chemischen Industrie an, das Energie und elektrischen Strom der Werke des Rheinischen Braunkohlereviers für seine chemischen Spezialprodukte auf der Basis von Aluminiumhydroxid und Aluminiumoxid nutzte. Die energieintensive Ichendorfer Glashütte wurde 1898/1899 gegründet. Sie war ein bedeutender Glashersteller, der bis 1986 in alle Welt exportierte. 2002 wurde im Braunkohletagebau Bergheim, der unmittelbar an der nordöstlichen Ortsgrenze lag, die letzte Kohle gefördert. Parallel zur Förderung begann man 1991 mit der Verfüllung und der Rekultivierung des Tagebaus. Zehn Jahre später wurden beide Maßnahmen abgeschlossen.
Am 1. Januar 1975 wurde die bis dahin selbstständige Gemeinde Quadrath-Ichendorf im Kreis Bergheim (Erft) durch § 6 Köln-Gesetz in die Kreisstadt Bergheim eingegliedert.

## Kultur

### Bauwerke
- Villa Saphir (Bergheim)
- Schloss Schlenderhan
- Heidenburg (Römischer Burgus) Bodendenkmal im Königsdorfer Wald an der Via Belgica

### Kirche

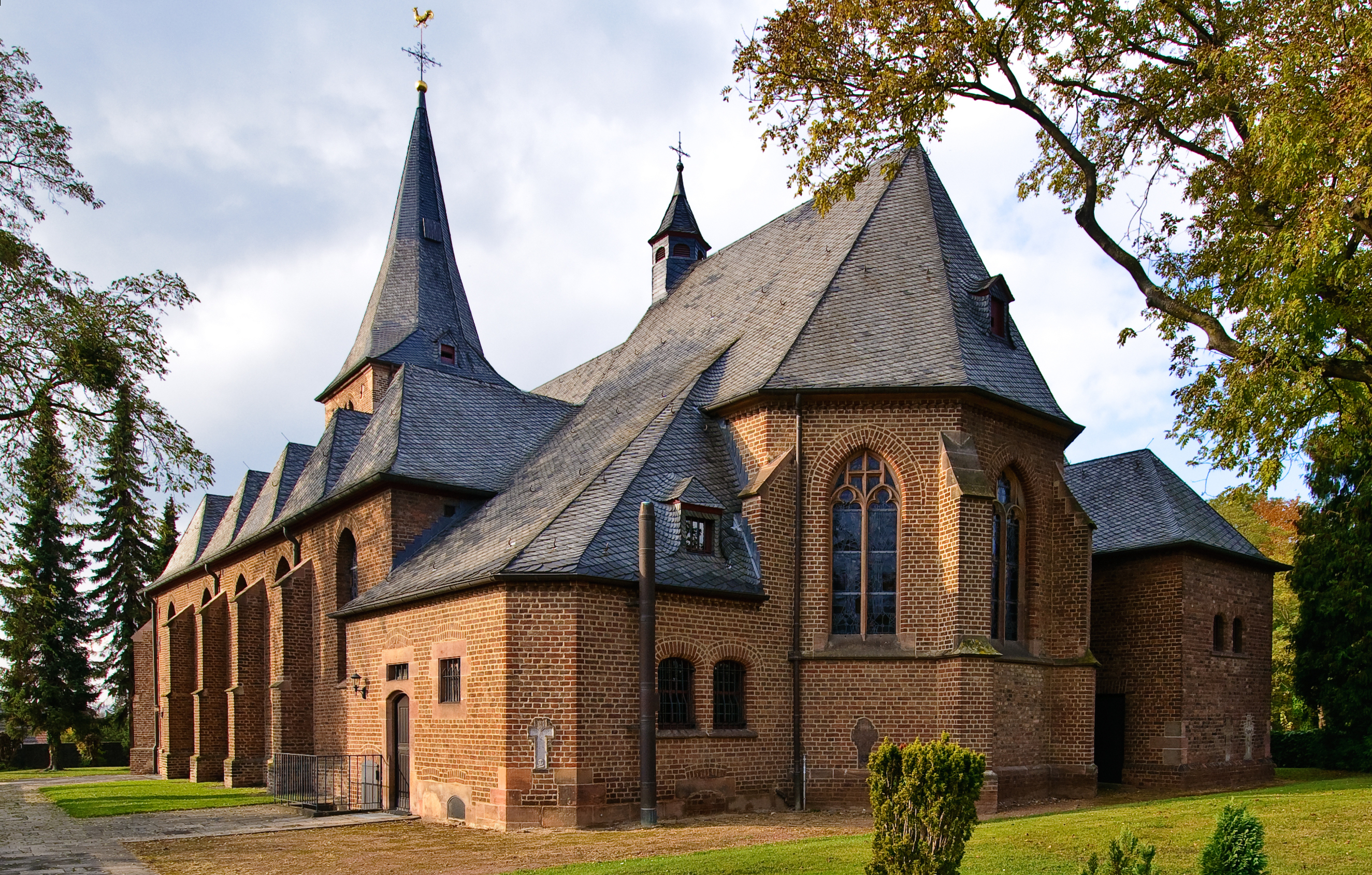
St. Laurentius

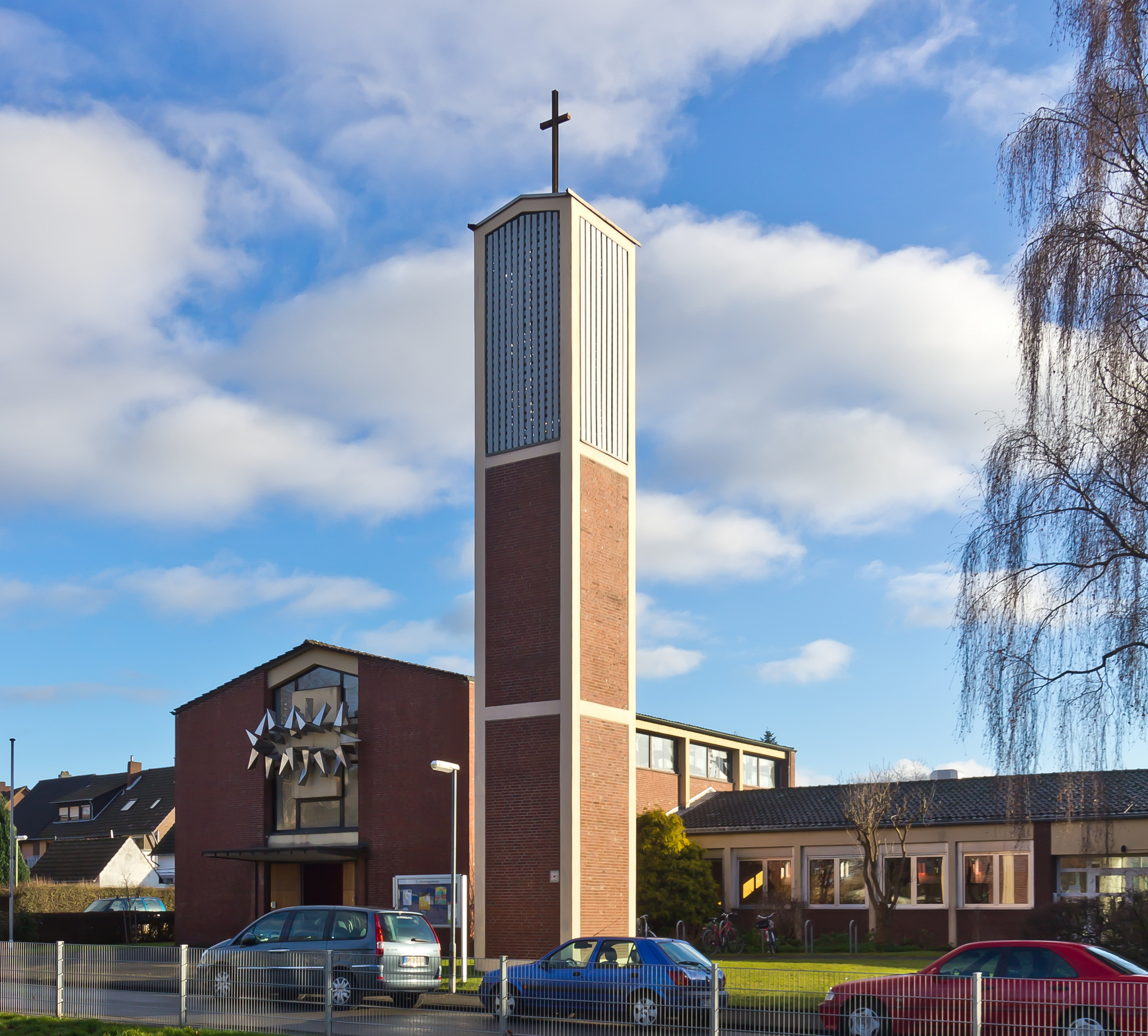
Ansicht der Petrikirche von Südwesten

Die katholische Kirche besitzt in beiden Ortsteilen eine Pfarrgemeinde: St. Laurentius und Heilig Kreuz. Die evangelische Petri-Kirche steht an der Grenze zwischen Quadrath und Ichendorf. Außerdem besitzt Quadrath-Ichendorf auch eine Moschee in Form eines umgebauten Fest- bzw. Tanzsaals mit Baujahr ca. 1900–1910 und einen Friedhof.
Die evangelische Kirchengemeinde Quadrath-Ichendorf nutzt die 1969 eingeweihte Petrikirche als Kirchengebäude. Sie wurde in den Jahren 1968 bis 1969 durch den Bedburger Architekten Karl Sander geplant und gebaut, der Entwurf für die Verglasung stammt von dem Kölner Künstler Rudolf Alfons Scholl und die Orgel wurde von Willi Peter aus Köln gebaut und aufgestellt.

### Bildung und Soziales
In Quadrath-Ichendorf gibt es eine städtische Gesamtschule, zwei Grundschulen und mehrere Kindergärten. Für Jugendliche gibt es in der Nähe des Schwimmbades ein Jugendzentrum. Der Ausländeranteil liegt bei 15,6 Prozent.

### Vereine
Der Verein für Geschichte und Heimatkunde Quadrath-Ichendorf 1985 e. V., hat sich der Dokumentation der Vergangenheit sowie der Pflege von Denkmälern des Doppel-Ortes verschrieben. 
Der Verein Ichendorfer Glasmuseum erinnert an die ehemals bedeutende Produktion der Ichendorfer Glashütte.
Der Verein KG-Fidele 15 Quadrath-Ichendorf e. V., der 1964 gegründet wurde, hat sich der Pflege des Karnevalsbrauchtumes verschrieben und veranstaltet jährlich einen Karnevalsumzug am Karnevalssonntag sowie diverse Karnvalsparties und Karnevalssitzungen.
Die St. Sebastianus Schützenbruderschaft Ichendorf, die seit mindestens 1622 im Ort aktiv ist, steht aktiv für das Motto Glaube, Sitte, Heimat und veranstaltet jährlich am Dreifaltigkeitssonntag ein Schützenfest.
Des Weiteren gibt es nahe der gleichnamigen Grundschule einen Tierpark, der seit einigen Jahren durch den Förderverein Tierpark Quadrath-Ichendorf e. V. unterhalten wird.

### Sport
Im Ort liegt das Freibad Oleanderbad, außerdem gibt es einen Sportplatz, eine Tennisanlage und mehrere Sporthallen. Überregional bekannte Sportvereine sind der Radsportclub Staubwolke und der Judoclub JC Achilles. Im 1. FC Quadrath-Ichendorf kann man außer Fußball viele andere Sportarten wie Turnen, Schwimmen, Fechten etc. ausüben.

### Altenbetreuung
Quadrath-Ichendorf verfügt über ein Altersheim sowie zahlreiche entsprechend den Bedürfnissen von Rentnern errichtete Wohnungen. Die Ichendorfer Pfarrgemeinde Heilig-Kreuz bietet einen wöchentlichen Seniorennachmittag mit Gottesdienst und Kaffeetrinken an. Ferner veranstaltet der AWO-Ortsverein Quadrath-Ichendorf regelmäßig ein Treffen der Rentner in der Feierabendstube.

## Wirtschaft
Nach Auslaufen der Braunkohlenindustrie bleibt im Wesentlichen an Industrie noch das Martinswerk.

### Konsum
Auf Grund der Ausdehnung des Ortes gibt es mehrere Geschäftszentren, in denen die Dinge des täglichen Bedarfs erworben werden können. Besonders hervorzuheben sind hierbei der Quadra-Park, der zu einem Einkaufszentrum mit vielen Geschäften ausgebaut wurde, sowie zwei Discounter, die in Quadrath-Ichendorf Filialen betreiben. Des Weiteren verfügt der Ort über zwei Drogeriegeschäfte, die wegen ihrer guten Lage auch von auswärtigen Personen besucht werden. Außerdem befinden sich auf der Köln-Aachener-Straße viele kleinere und größere Fachgeschäfte.

### Verkehr

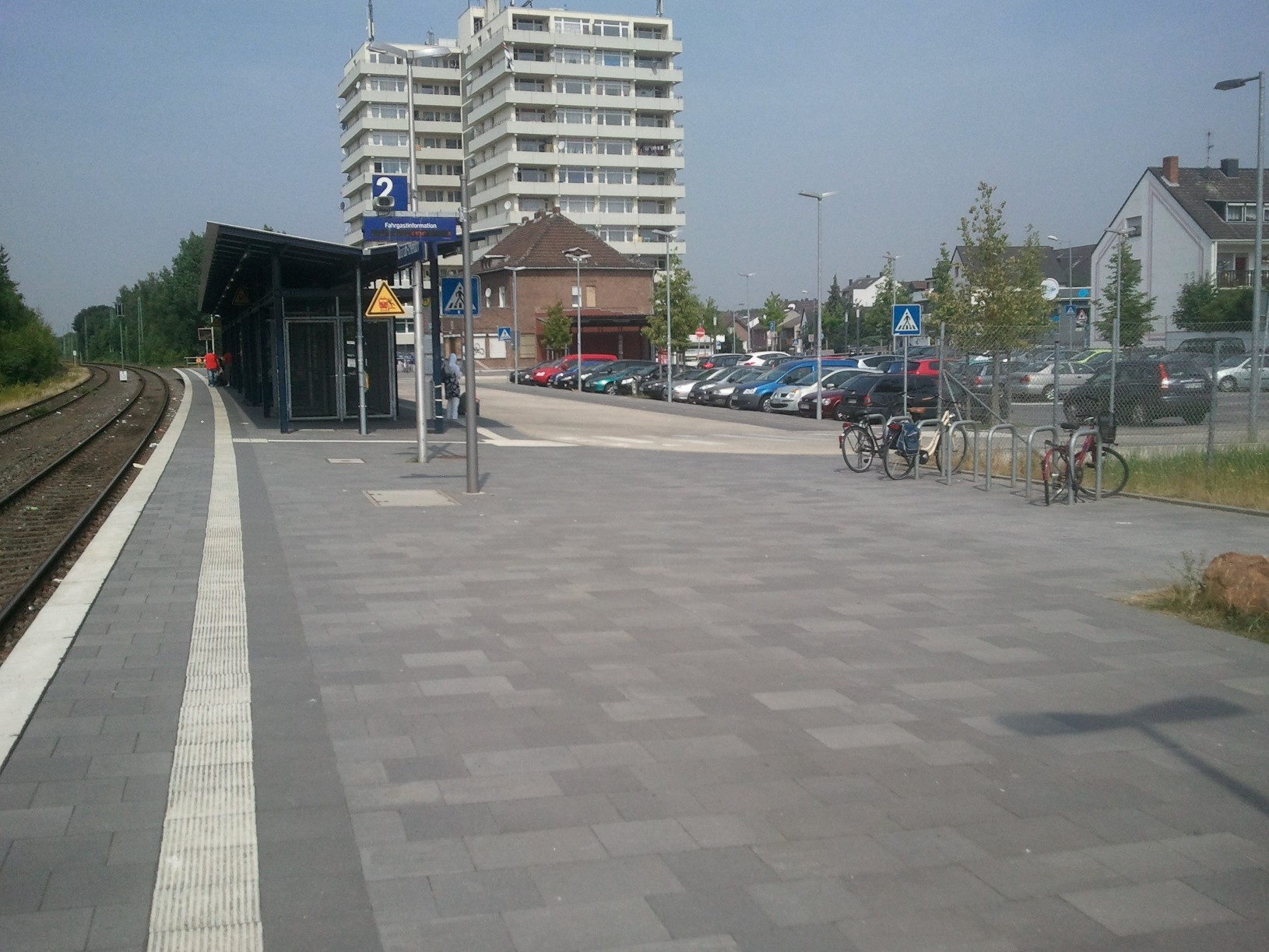
Bahnhof Quadrath-Ichendorf

Durch den Ort führt die B 55, heute L 361. Die Zufahrt zur A 61 (Bergheim-Süd) befindet sich in unmittelbarer Ortsnähe.
Durch die Erftbahn ist der Ort seit 1896 an das Schienennetz angeschlossen. Vom Bahnhof Quadrath-Ichendorf fährt die Erftbahn regelmäßig und umsteigefrei direkt nach Köln und Bedburg. Zusätzlich betreibt die Rhein-Erft-Verkehrsgesellschaft hier mehrere Buslinien.

## Persönlichkeiten

### Söhne und Töchter des Ortes
- Horst Bonacker (* 1937), Fußballschiedsrichter
- Joseph Fischer SJ (1858–1944), Geograph und Geographiehistoriker und ein herausragender Kenner der Geschichte der europäischen Kartographie
- Eduard Fuchs, * 27. September 1844 in Quadrath; † 27. Januar 1923 in Köln, Kaufmann, Politiker und Mitglied des Deutschen Reichstags
- Richard Kasper, * 7. Februar 1932 in Quadrath, † 25. November 2019 in Kothingeichendorf, Politiker (SPD)
- Peter Roleff, Tänzer, Ballettmeister und Tanzpädagoge, wurde 1906 in Quadrath-Ichendorf geboren. Er starb 1994 in Neubeuern/Oberbayern. Roleff hatte unter anderem Engagements an der Städtischen Oper Berlin, in Augsburg, Duisburg, Bonn und Wiesbaden. Außerdem wirkte er in den Filmen Der Kongreß tanzt, Kleider machen Leute und Die Post geht ab mit. 1960 wurde im Deutschen Fernsehen sein Ballett Diana Sorpresa (Musik Harald Banter) gesendet.
- Paul Roleff, geboren am 15. April 1873 in Quadrath-Ichendorf, Fotograf, Erbauer von Haus Roleff (1905), hinterließ ein großes Archiv, die Glasnegative wurden z. T. vernichtet, ein Teil befindet sich im Archiv der Stadt Bergheim, ein anderer in privater Hand. Postkarten von Paul Roleff werden heute noch gehandelt und sind an seiner Signatur „PR“ im Quadrat zu erkennen.

### Mit Quadrath verbunden
- Dieter Krieg (1937–2005) war ein deutscher Maler.
- Die Sängerin und Schauspielerin Andreja Schneider (* 1964) wuchs in Quadrath-Ichendorf auf.

## Popkulturelle Rezeption
In der Komödie Manta – Der Film besingt die Musikgruppe „Dilettanten“ in ihrem Lied „Abflug“ die Erlebnisse eines jungen Manta-Fahrers aus Quadrath am Eingang diverser Kölner Diskotheken.